# Promozione Piemonte-Valle d'Aosta 1974-1975
Nella stagione 1974-1975 la Promozione era il quinto livello del calcio italiano (il massimo livello regionale). Qui vi sono le statistiche relative al campionato in Piemonte e in Valle d'Aosta gestito dal Comitato Regionale Piemontese.
Il campionato è strutturato in vari gironi all'italiana su base regionale, gestiti dai Comitati Regionali di competenza. Promozioni alla categoria superiore e retrocessioni in quella inferiore non erano sempre omogenee; erano quantificate all'inizio del campionato dal Comitato Regionale secondo le direttive stabilite dalla Lega Nazionale Dilettanti, ma flessibili, in relazione al numero delle società retrocesse dalla Serie D e perciò, a seconda delle varie situazioni regionali, la fine del campionato poteva avere degli spareggi sia di promozione che di retrocessione.

Il Cuneo, vincitore del girone B.

## Girone A

### Squadre partecipanti
| Squadra                  | Città (provincia)             |
| ------------------------ | ----------------------------- |
| A.N.P.I. Elter Aosta     | Aosta                         |
| G.S. Arona               | Arona (NO)                    |
| A.S. Biellese            | Biella (VC)                   |
| A.C. Castellettese       | Castelletto sopra Ticino (NO) |
| U.S. Crescentinese       | Crescentino (VC)              |
| A.C. Galliate            | Galliate (NO)                 |
| A.C. Gozzano             | Gozzano (NO)                  |
| U.S.I. Grignasco         | Grignasco (NO)                |
| U.S. Juventus Domo       | Domodossola (NO)              |
| A.C. Meina               | Meina (NO)                    |
| U.S. Monferrato          | San Salvatore Monferrato (AL) |
| Oleggio Sportiva         | Oleggio (NO)                  |
| U.S. Ponzone             | Trivero (VC)                  |
| A.C. Trecate             | Trecate (NO)                  |
| S.S. Verbania            | Verbania (NO)                 |
| A.S. Virtus Villadossola | Villadossola (NO)             |

### Classifica finale
|  | Pos. | Squadra              | Pt  | G   | V   | N   | P   | GF  | GS  | DR  |
|  | ---- | -------------------- | --- | --- | --- | --- | --- | --- | --- | --- |
|  | 1.   | Biellese             | 49  | 30  | 22  | 5   | 3   | 61  | 21  | +40 |
|  | 2.   | Juventus Domo        | 43  | 30  | 19  | 5   | 6   | 44  | 21  | +23 |
|  | 3.   | Arona                | 39  | 30  | 15  | 9   | 9   | 37  | 24  | +13 |
|  | 4.   | Oleggio              | 37  | 30  | 14  | 9   | 7   | 34  | 32  | +2  |
|  | 4.   | Trecate              | 37  | 30  | 12  | 13  | 5   | 33  | 23  | +10 |
|  | 6.   | Meina                | 32  | 30  | 9   | 14  | 7   | 29  | 22  | +7  |
|  | 7.   | Gozzano              | 30  | 30  | 10  | 10  | 10  | 40  | 33  | +7  |
|  | 8.   | Virtus Villadossola  | 28  | 30  | 7   | 14  | 9   | 33  | 29  | +4  |
|  | 9.   | Crescentinese        | 26  | 30  | 7   | 12  | 11  | 28  | 37  | -9  |
|  | 10.  | Verbania (-6)        | 24  | 30  | 10  | 10  | 10  | 32  | 26  | +6  |
|  | 11.  | Galliate             | 23  | 30  | 7   | 9   | 14  | 30  | 38  | -8  |
|  | 11.  | Grignasco            | 23  | 30  | 5   | 13  | 12  | 17  | 34  | -17 |
|  | 11.  | Ponzone              | 23  | 30  | 5   | 13  | 12  | 20  | 32  | -12 |
|  | 14.  | Castellettese        | 22  | 30  | 5   | 12  | 13  | 23  | 37  | -14 |
|  | 15.  | A.N.P.I. Elter Aosta | 20  | 30  | 5   | 10  | 15  | 25  | 56  | -31 |
|  | 16.  | Monferrato           | 18  | 30  | 4   | 10  | 16  | 22  | 43  | -21 |
|  |      |                      | 474 | 480 | 156 | 168 | 156 | 508 | 508 | 0   |

Legenda:
      Promosso in Serie D 1975-1976.
      Retrocesso in Prima Categoria.
Regolamento:
Due punti a vittoria, uno a pareggio, zero a sconfitta.
Pari merito in caso di pari punti.
Differenza reti generale per stabilire le retrocessioni in caso di pari punti.
Note:
Il Verbania ha scontato 6 punti di penalizzazione.

## Girone B

### Squadre partecipanti
| Squadra                  | Città (provincia)     |
| ------------------------ | --------------------- |
| U.S. Balangero           | Balangero (TO)        |
| Pol. Busca               | Busca (CN)            |
| A.S. Carassonese         | Mondovì (CN)          |
| U.S. Cheraschese         | Cherasco (CN)         |
| A.C. Chieri              | Chieri (TO)           |
| A.C. Cuneo               | Cuneo                 |
| U.S. Fossanese           | Fossano (CN)          |
| Istituto Sociale Cafasse | Torino (TO)           |
| A.C. Mathi               | Mathi (TO)            |
| A.S. Nicese              | Nizza Monferrato (AT) |
| G.S. Pertusa             | Torino (TO)           |
| F.C. Pinerolo            | Pinerolo (TO)         |
| U.S. Saviglianese        | Savigliano (CN)       |
| U.S. Susa                | Susa (TO)             |
| U.S. Valenzana           | Valenza (AL)          |
| S.C. Vigone              | Vigone (TO)           |

### Classifica finale
|  | Pos. | Squadra                  | Pt  | G   | V   | N   | P   | GF  | GS  | DR  |
|  | ---- | ------------------------ | --- | --- | --- | --- | --- | --- | --- | --- |
|  | 1.   | Cuneo                    | 47  | 30  | 20  | 7   | 3   | 47  | 18  | +29 |
|  | 2.   | Busca                    | 44  | 30  | 18  | 8   | 4   | 35  | 12  | +23 |
|  | 3.   | Pertusa                  | 39  | 30  | 13  | 13  | 4   | 34  | 19  | +15 |
|  | 4.   | Balangero                | 31  | 30  | 12  | 7   | 11  | 41  | 31  | +10 |
|  | 5.   | Cheraschese              | 31  | 30  | 9   | 13  | 8   | 40  | 34  | +6  |
|  | 6.   | Fossanese                | 31  | 30  | 11  | 9   | 10  | 38  | 35  | +3  |
|  | 7.   | Nicese                   | 30  | 30  | 10  | 10  | 10  | 28  | 29  | -1  |
|  | 8.   | Istituto Sociale Cafasse | 28  | 30  | 7   | 14  | 9   | 26  | 26  | 0   |
|  | 9.   | Carassonese              | 28  | 30  | 9   | 10  | 11  | 29  | 33  | -4  |
|  | 10.  | Pinerolo                 | 28  | 30  | 7   | 14  | 9   | 23  | 29  | -6  |
|  | 11.  | Valenzana                | 28  | 30  | 8   | 12  | 10  | 35  | 37  | -2  |
|  | 12.  | Chieri                   | 27  | 30  | 7   | 13  | 10  | 25  | 25  | 0   |
|  | 13.  | Saviglianese             | 26  | 30  | 6   | 14  | 10  | 26  | 29  | -3  |
|  | 14.  | Vigone                   | 25  | 30  | 7   | 11  | 12  | 30  | 40  | -10 |
|  | 15.  | Mathi                    | 23  | 30  | 6   | 11  | 13  | 22  | 39  | -17 |
|  | 16.  | Susa                     | 14  | 30  | 4   | 6   | 20  | 23  | 66  | -43 |
|  |      |                          | 480 | 480 | 154 | 172 | 154 | 502 | 502 | 0   |

Legenda:
      Promosso in Serie D 1975-1976.
      Retrocesso in Prima Categoria.
Regolamento:
Due punti a vittoria, uno a pareggio, zero a sconfitta.
Pari merito in caso di pari punti.
Differenza reti generale per stabilire le retrocessioni in caso di pari punti.